# بشتة تشاهو (سياهو)
بشتة تشاهو (بالفارسية: پشته چاهو) هي قرية تقع في إيران في قسم سیاهو الريفي.